# Ilhuícatl-Yayauhco

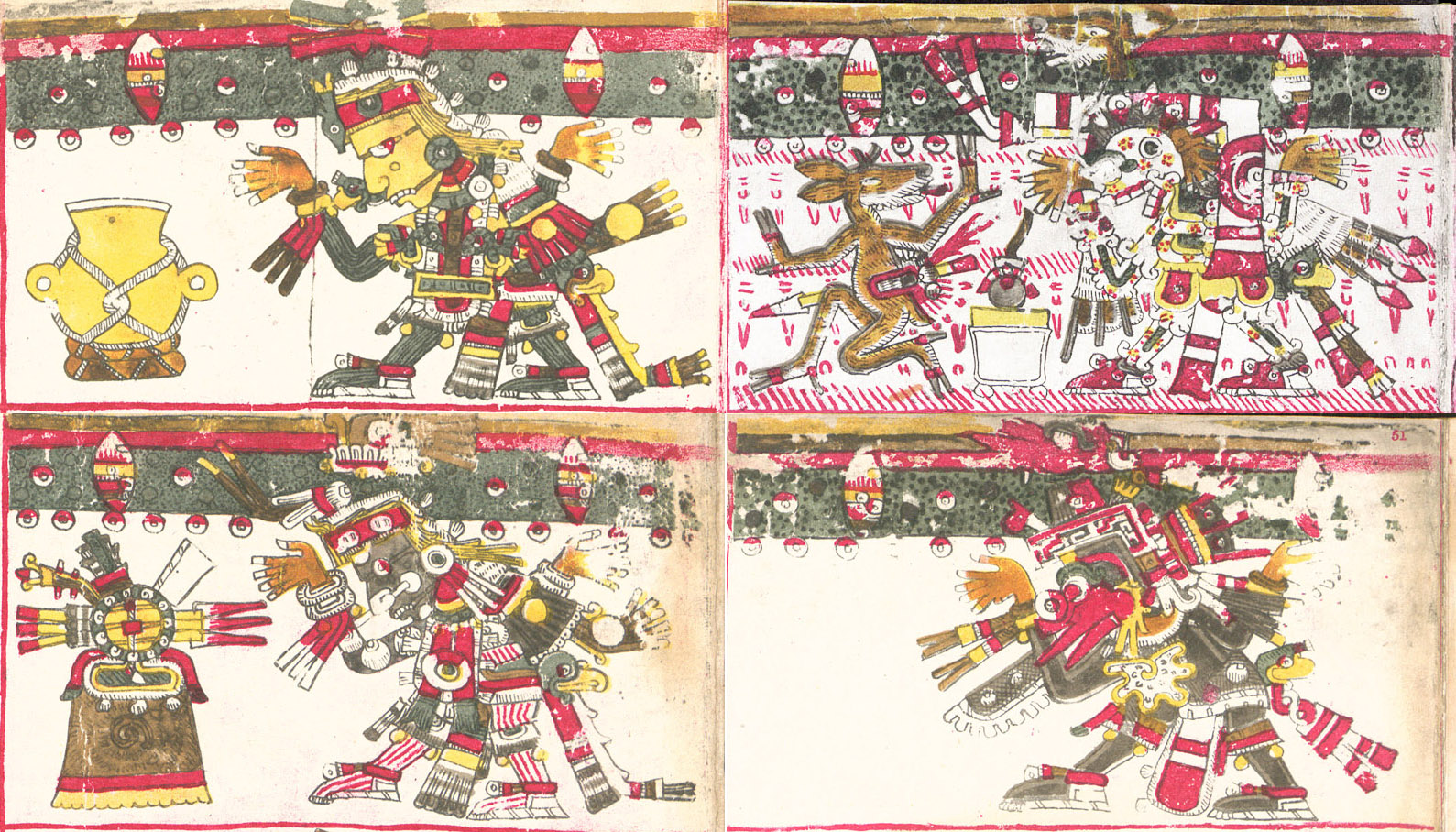
Los cuatro puntos cardinales o reinos del universo horizontal descritos en el Códice Borgia según la Cosmogonía mexica.

Ilhuícatl-Yayauhco (del náhuatl: ilhuicatl-yayauhco ‘el cielo donde (está) lo negro’‘ilhuicatl, cielo; yayauhqui, negro; co, lugar’) en la mitología mexica es el sexto estrato celeste del universo vertical según la Cosmogonía mexica, es la región verdinegra, es el sitio donde surge y se extiende la noche, es el menester de Tezcatlipoca, dios de la providencia, de la materia, de lo invisible, de lo impalpable y de la ubicuidad, patrón de la Osa Mayor y de la noche, regidor del Norte.